# Mala Gora (gmina Zreče)
Mala Gora – wieś w Słowenii, w gminie Zreče. 1 stycznia 2018 liczyła 29 mieszkańców.